# Gerald Dino
Gerald Nicholas Dino (ur. 11 stycznia 1940 w Binghamton, zm. 14 listopada 2020 w Phoenix) – amerykański duchowny Kościoła katolickiego obrządku bizantyjsko-rusińskiego, w latach 2008–2016 biskup diecezjalny (eparcha) eparchii Opieki Najświętszej Bogurodzicy w Phoenix (do 2009 działającej jako eparchia Van Nuys).

## Życiorys
Święcenia prezbiteratu przyjął 21 marca 1965 jako kapłan eparchii Passaic. Pracował głównie jako duszpasterz parafialny, był także m.in. wykładowcą seminarium oraz protosyncelem eparchii.
6 grudnia 2007 został mianowany biskupem ówczesnej eparchii Van Nuys. Sakry udzielił mu 27 marca 2008 zwierzchnik Kościoła bizantyjsko-rusińskiego abp Basil Schott OFM, któremu towarzyszyli eparcha Passaic William Skurla oraz emerytowany biskup tej eparchii Andrew Pataki. 7 maja 2016 przeszedł na emeryturę.
Zmarł 14 listopada 2020.